# Siegfried Schenke
Siegfried Schenke (República Democrática Alemana, 6 de mayo de 1943) fue un atleta alemán especializado en la prueba de 4 x 100 m, en la que consiguió ser medallista de bronce europeo en 1974.

## Carrera deportiva
En el Campeonato Europeo de Atletismo de 1974 ganó la medalla de bronce en los relevos 4 x 100 metros, con un tiempo de 38.99 segundos, llegando a meta tras Francia e Italia, siendo sus compañeros de equipo: Manfred Kokot, Michael Droese y Hans-Jürgen Bombach.